# The Kolors
The Kolors ist eine italienische Band, die 2009 in Neapel gegründet wurde. Sie erlangte 2015 italienweit Bekanntheit, als sie die Castingshow Amici di Maria De Filippi gewann.

## Bandgeschichte

### Anfänge
Die Gruppe begann ihre Aktivität als Resident-Band des Mailänder Lokals Le Scimmie. 2011 veröffentlichten sie ihre erste Single mit zugehörigem Musikvideo und traten anschließend als Vorband von Paolo Nutini, Gossip, Hurts und Atoms for Peace auf. Im Mai 2014 erschien das Debütalbum I Want, das u. a. in Zusammenarbeit mit Rocco Tanica von der Band Elio e le Storie Tese produziert wurde.

### Durchbruch
Im Jahr 2015 nahm The Kolors an der 14. Staffel der Castingshow Amici di Maria De Filippi teil, wo sie in der Gruppe von Elisa antrat. Im Finale am 5. Juni 2015 gewann die Band mit 61 % der Stimmen und erhielt außerdem den Kritikerpreis der Journalisten. Schon während der Teilnahme an Amici veröffentlichte die Band die Single Everytime, die rasch die Spitze der iTunes-Charts erreichen konnte, am 19. Mai folgte das zweite Album Out, das auf Anhieb den ersten Platz der offiziellen Albumcharts erreichte und für über 200.000 Verkäufe mit Vierfachplatin ausgezeichnet wurde.
Am 14. Juni 2015 trat The Kolors in Florenz bei den MTV Awards mit Everytime auf. Außerdem nahm die Band mit dem Lied Realize im Duett mit Elisa und wiederum Everytime am Coca-Cola Summer Festival teil. Am 19. Juli 2015 erhielten die Bandmitglieder die Ehrenbürgerschaft ihres Ursprungsorts Cardito.
Am 14. September 2015 erschien mit Why Don’t You Love Me? die nächste Single, deren Musikvideo in Berlin gedreht wurde. Am 8. November zeigte der Fernsehsender Italia 1 einen Dokumentarfilm über den Werdegang der Gruppe und im Anschluss ein Konzert, das sie am 11. September im Rahmen der Expo 2015 gegeben hatte. Am 29. November wurde in der Sendung Che tempo che fa von Fabio Fazio die neue Single OK vorgestellt, die offiziell am 4. Dezember erschien und einer Sonderedition des Albums Out voranging, die am 19. Februar 2016 herauskam.

### Spätere Erfolge
2017 meldete sich die Band mit dem Album You zurück. Beim Sanremo-Festival 2018 nahm sie mit dem italienischsprachigen Lied Frida (mai, mai, mai) teil, das Platz neun erreichen konnte und ein Top-10-Hit wurde. Danach wechselte die Band zu Universal Music und veröffentlichte die Single Come le onde zusammen mit dem Rapper J-Ax. 2019 gelang mit Pensare male in Zusammenarbeit mit Elodie Di Patrizi ein weiterer Hit. Es folgten Los Angeles (mit Guè Pequeno), Non è vero (2020) und Cabriolet panorama (2021); diese Lieder fanden Eingang in die Kompilation Singles, die 2021 erschien.
Nach dem Ausstieg des langjährigen Bandmitglieds Daniele Mona (Synthesizer) und dem Wechsel zu Warner Music veröffentlichte die Gruppe 2023 die Single Italodisco, die sich in Italien zum Sommerhit des Jahres entwickelte und auch über die Landesgrenzen hinaus populär wurde.
2024 wurde mit "Karma" ein neuer Sommerhit in Italien produziert.

## Diskografie

### Alben
| Jahr | Titel  | Höchstplatzierung, Gesamtwochen, AuszeichnungChartsChartplatzierungen (Jahr, Titel, Platzierungen, Wochen, Auszeichnungen, Anmerkungen) | Anmerkungen                                            |
| Jahr | Titel  | IT | Anmerkungen                                            |
| ---- | ------ | --- | ------------------------------------------------------ |
| 2014 | I Want | IT57 (6 Wo.)IT | Erstveröffentlichung: 19. Mai 2014                     |
| 2016 | Out    | IT1 ×4Vierfachplatin · (51 Wo.)IT | Erstveröffentlichung: 19. Mai 2015 Verkäufe: + 200.000 |
| 2017 | You    | IT4 (6 Wo.)IT | Erstveröffentlichung: 19. Mai 2017                     |

### Kompilationen
- 2021: Singles

### Singles
| Jahr | Titel Album                  | Höchstplatzierung, Gesamtwochen, AuszeichnungChartplatzierungen (Jahr, Titel, Album, Platzierungen, Wochen, Auszeichnungen, Anmerkungen) | Höchstplatzierung, Gesamtwochen, AuszeichnungChartplatzierungen (Jahr, Titel, Album, Platzierungen, Wochen, Auszeichnungen, Anmerkungen) | Höchstplatzierung, Gesamtwochen, AuszeichnungChartplatzierungen (Jahr, Titel, Album, Platzierungen, Wochen, Auszeichnungen, Anmerkungen) | Höchstplatzierung, Gesamtwochen, AuszeichnungChartplatzierungen (Jahr, Titel, Album, Platzierungen, Wochen, Auszeichnungen, Anmerkungen) | Anmerkungen                                                                                   |
| Jahr | Titel Album                  | IT | DE | AT | CH | Anmerkungen                                                                                   |
| ---- | ---------------------------- | --- | --- | --- | --- | --------------------------------------------------------------------------------------------- |
| 2015 | Everytime Out                | IT6 Platin · (23 Wo.)IT | — | — | — | Erstveröffentlichung: 3. Mai 2015 Verkäufe: + 50.000                                          |
| 2015 | Me Minus You Out             | IT62 (5 Wo.)IT | — | — | — | Erstveröffentlichung: 14. Mai 2015                                                            |
| 2015 | Why Don’t You Love Me? Out   | IT67 (2 Wo.)IT | — | — | — | Erstveröffentlichung: 14. September 2015                                                      |
| 2015 | OK Out                       | IT64 (2 Wo.)IT | — | — | — | Erstveröffentlichung: 4. Dezember 2015                                                        |
| 2017 | What Happened Last Night You | IT76 (1 Wo.)IT | — | — | — | Erstveröffentlichung: 21. April 2017                                                          |
| 2018 | Frida (mai, mai, mai) –      | IT10 (5 Wo.)IT | — | — | — | Erstveröffentlichung: 7. Februar 2018                                                         |
| 2018 | Come le onde –               | IT45 (1 Wo.)IT | — | — | — | Erstveröffentlichung: 6. Juli 2018 feat. J-Ax                                                 |
| 2019 | Pensare male Singles         | IT24 Platin · (25 Wo.)IT | — | — | — | Erstveröffentlichung: 15. März 2019 Verkäufe: + 50.000; mit Elodie                            |
| 2019 | Los Angeles Singles          | IT96 (1 Wo.)IT | — | — | — | Erstveröffentlichung: 3. Oktober 2019 feat. Guè Pequeno                                       |
| 2021 | Cabriolet panorama Singles   | IT45 Platin · (17 Wo.)IT | — | — | — | Erstveröffentlichung: 29. April 2021 Verkäufe: + 70.000                                       |
| 2023 | Italodisco –                 | IT1 ×6Sechsfachplatin · (64 Wo.)IT | DE— aDE | AT8 Platin · (26 Wo.)AT | CH4 Platin · (38 Wo.)CH | Erstveröffentlichung: 5. Mai 2023 Verkäufe: + 1.050.000                                       |
| 2024 | Un ragazzo una ragazza –     | IT7 ×2Doppelplatin · (31 Wo.)IT | — | — | CH37 (2 Wo.)CH | Erstveröffentlichung: 7. Februar 2024 Verkäufe: + 225.000; Beitrag zum Sanremo-Festival 2024  |
| 2024 | Karma –                      | IT17 Platin · (21 Wo.)IT | — | — | — | Erstveröffentlichung: 3. Mai 2024 Verkäufe: + 100.000                                         |
| 2025 | Tu con chi fai l’amore –     | IT6 Gold · (… Wo.)IT | — | — | — | Erstveröffentlichung: 12. Februar 2025 Verkäufe: + 100.000; Beitrag zum Sanremo-Festival 2025 |
| 2025 | Pronto come va –             | IT30 (… Wo.)IT | — | — | — | Erstveröffentlichung: 16. Mai 2025                                                            |

Weitere Singles
- 2017: Crazy
- 2017: Don’t Understand
- 2020: Non è vero
- 2020: Nella pancia della balena (mit Samuel Heron)
- 2021: Mal di gola
- 2021: Solero (mit Lorenzo Fragola)
- 2021: Leoni al sole
- 2022: Blackout

## Auszeichnungen für Musikverkäufe
| Goldene Schallplatte - Polen - 2024: für die Single Un ragazzo una ragazza | 2× Diamantene Schallplatte - Polen - 2024: für die Single Italodisco |

Anmerkung: Auszeichnungen in Ländern aus den Charttabellen bzw. Chartboxen sind in ebendiesen zu finden.
| Land/RegionAuszeichnungen für Musikverkäufe (Land/Region, Auszeichnungen, Verkäufe, Quellen) | Gold     | Platin       | Diamant     | Verkäufe  | Quellen      |
| -------------------------------------------------------------------------------------------- | -------- | ------------ | ----------- | --------- | ------------ |
| Italien (FIMI)                                                                               | Gold1    | 16× Platin16 | —           | 1.370.000 | fimi.it      |
| Österreich (IFPI)                                                                            | —        | Platin1      | —           | 30.000    | ifpi.at      |
| Polen (ZPAV)                                                                                 | Gold1    | —            | 2× Diamant2 | 525.000   | olis.pl      |
| Schweiz (IFPI)                                                                               | —        | Platin1      | —           | 20.000    | hitparade.ch |
| Insgesamt                                                                                    | 2× Gold2 | 18× Platin18 | 2× Diamant2 |           |              |

## Belege
1. ↑  https://www.tpi.it/spettacoli/tv/the-kolors-sanremo-2024-componenti-stash-chi-sono-202402061071620/
2. ↑  Paolo Nutini accende l’estate italiana con sette date dal vivo a Luglio. In: Rockon.it. 26. Juni 2012, abgerufen am 17. Mai 2016 (italienisch).
3. ↑  I The Kolors apriranno l’unica data italiana dei Gossip! In: MTV New Generation. MTV Networks, 27. November 2012, archiviert vom Original (nicht mehr online verfügbar) am 16. Mai 2016; abgerufen am 17. Mai 2016 (italienisch).
4. ↑  The Kolors in concerto martedì 24 aprile 2012 Le Scimmie Milano. In: Newspettacolo.com. Edizioni BLB, 22. April 2012, archiviert vom Original (nicht mehr online verfügbar) am 13. Juni 2015; abgerufen am 17. Mai 2016 (italienisch).
5. ↑  Atoms for Peace in concerto in Italia. In: Vivoconcerti.com. Vivo, abgerufen am 17. Mai 2016 (italienisch).
6. ↑  Luca Dondoni: Stash & The Kolors trionfano ad Amici 14. In: LaStampa.it. Fiat, 6. Juni 2015, abgerufen am 17. Mai 2016 (italienisch).
7. ↑  Classifica canzoni 9 maggio 2015, Everytime dei The Kolors prima su iTunes. In: Allsongs.tv. 7. Juni 2015, abgerufen am 17. Mai 2016 (italienisch).
8. ↑  Francesco Raiola: MTV Awards 2015, The Kolors: “Grazie Elisa, abbiamo fatto tesoro dei tuoi consigli”. In: Fanpage.it. Ciaopeople, 14. Juni 2015, abgerufen am 17. Mai 2016 (italienisch).
9. ↑  Baraonda Edizioni Musicali: The Kolors – Why Don’t You Love Me? (Radio Date: 14-09-2015). In: EarOne.it. 4. September 2015, abgerufen am 17. Mai 2016 (italienisch).
10. ↑  Claudia Gagliardi: La fidanzata di Stash nel video Why Don’t You Love Me dei The Kolors: ecco il mini-film. In: Optimagazine. Optima Italia, 18. September 2015, abgerufen am 17. Mai 2016 (italienisch).
11. ↑  Rosa D’Ettore: The Kolors: concerto e documentario Stash & The Kolors su Italia 1 l’8 novembre. In: IBTimes.com. IBT Media Inc., 2. November 2015, archiviert vom Original (nicht mehr online verfügbar) am 5. April 2016; abgerufen am 17. Mai 2016 (italienisch).
12. ↑  Alberto Graziola: The Kolors, OK: il nuovo singolo in anteprima domenica 29 novembre 2015 a Che tempo che fa. In: SoundsBlog. Blogo.it, 28. November 2015, abgerufen am 17. Mai 2016 (italienisch).
13. ↑  The Kolors: “Pronti per il nuovo album, ora puntiamo agli Usa”. In: TGcom24. Mediaset, 19. Februar 2016, abgerufen am 17. Mai 2016 (italienisch).
14. ↑  Biografia di Kolors. In: Rockol.it. Abgerufen am 17. September 2023 (italienisch).
15. ↑  Andrea Conti: The Kolors, Daniele Mona è uscito dal gruppo: “In quest’ultimo anno abbiamo capito”. In: IlFattoQuotidiano.it. 23. Oktober 2022, abgerufen am 17. September 2023 (italienisch).
16. ↑  Alben von The Kolors. In: Italiancharts.com. Hung Medien, abgerufen am 4. April 2018.
17. ↑  Chartquellen: Archivio classifiche Top Singoli. FIMI, abgerufen am 19. September 2023 (italienisch). / austriancharts.at hitparade.ch
18. ↑  Single Trending Charts. In: mtv.de. GfK Entertainment, 15. September 2022, abgerufen am 17. September 2022.